# Metropolis (Illinois)
Metropolis is een plaats (city) in de Amerikaanse staat Illinois, en valt bestuurlijk gezien onder Massac County.

## Demografie
Bij de volkstelling in 2000 werd het aantal inwoners vastgesteld op 6482. In 2006 is het aantal inwoners door het United States Census Bureau geschat op 6415, een daling van 67 (-1,0%).

## Geografie
Volgens het United States Census Bureau beslaat de plaats een oppervlakte van 13,2 km², waarvan 13,0 km² land en 0,2 km² water. Metropolis ligt op ongeveer 103 m boven zeeniveau.

## Plaatsen in de nabije omgeving
De onderstaande figuur toont nabijgelegen plaatsen in een straal van 16 km rond Metropolis.

## Geboren in Metropolis
- Buddy Hall (1945-2025), poolbiljarter